# Euryopis iharai
Euryopis iharai är en spindelart som beskrevs av Yoshida 1992. Euryopis iharai ingår i släktet Euryopis och familjen klotspindlar. Inga underarter finns listade i Catalogue of Life.